# Takashi Shimura
Takashi Shimura (jap. 志村喬 Shimura Takashi; ur. 12 marca 1905 w Ikuno, zm. 11 lutego 1982 w Tokio) – japoński aktor, który pojawił się w ponad 200 filmach w latach 1934-1981. Wystąpił w 21 z 30 filmów Akiry Kurosawy (więcej niż jakikolwiek inny aktor), w tym jako główny aktor w Drunken Angel (1948), Rashomon (1950), Ikiru (1952) i Seven Samurai (1954). Grał profesora Kyohei Yamane w oryginalnej Godzilli Ishirō Hondy (1954). Za jego wkład w sztukę japoński rząd odznaczył Shimurę Medalem z Purpurową Wstążką w 1974 r. i Orderem Wschodzącego Słońca IV klasy, Złote Promienie z Rozetą w 1980 r.
Zmarł w wieku 76 lat na rozedmę płuc.

## Filmografia
- Oshidori utagassen (1939) jako Kyosai Shimura
- Saga o dżudo (1943)
- Najpiękniejsza (1944) jako Goro Ishida
- Ci, którzy nadepnęli tygrysowi na ogon (1945)
- Nie żałuję swojej młodości (1946) jako komisarz Dokuichigo
- Ślady na śniegu (1947)
- Pijany anioł (1948) jako Sanada
- Pojedynek w ciszy (1949) jako dr Konosuke Fujisaki
- Zbłąkany pies (1949) jako detektyw Sato
- Bōryoku no machi (1950)
- Skandal (1950)
- Rashōmon (1950) jako drwal
- Między miłością a nienawiścią (1951)
- Idiota (1951) jako Ono
- Piętno śmierci (1952) jako Kanji Watanabe
- Nangoku no hada (1952)
- Siedmiu samurajów (1954) jako Kanbē Shimada
- Godzilla (1954) jako Kyohei Yamane
- Godzilla kontratakuje (1955) jako Kyohei Yamane
- Żyję w strachu (1955) jako sędzia rodzinny dr Harada
- Miyamoto Musashi kanketsuhen: kettō Ganryūjima (1956) jako Sado Nagaoka
- Tajemniczy przybysze (1957) jako dr Kenjirō Adachi
- Tron we krwi (1957) jako Noriyasu Odagura
- Ukryta forteca (1958) jako generał Izumi Nagakura
- Chūshingura (1958) jako Jūbei Ōtake
- Burza nad Pacyfikiem (1960)
- Zły śpi spokojnie (1960) jako Moriyama
- Straż przyboczna (1961) jako Tokuemon
- Mothra (1961) jako redaktor naczelny Nitto
- Sanjūrō: samuraj znikąd (1962) jako Kurofuji
- 47 wiernych samurajów (1962)
- Niebo i piekło (1963) jako szef wydziału śledczego
- Ghidorah – Trójgłowy potwór (1964) jako dr Tsukamoto
- Kwaidan, czyli opowieści niesamowite (1964)
- Samuraj morderca (1965) jako Narihisa Ichijō
- Rudobrody (1965) jako Tokubei Izumiya
- Frankenstein Conquers the World (1965) jako chirurg wojskowy otrzymujący serce Frankensteina
- Spisek Zatoichiego (1973) jako Sakubei
- Nosutoradamusu no daiyogen (1974) jako pediatra
- Miłość i wiara (1978)
- Sobowtór (1980) jako Gyobu Taguchi